# Brindisi Sport 1987-1988
Questa pagina raccoglie le informazioni riguardanti il Brindisi Sport nelle competizioni ufficiali della stagione 1987-1988.

## Rosa
| N. |                   | Ruolo | Calciatore           |
| -- | ----------------- | ----- | -------------------- |
|    | Italia (bandiera) | D     | Antonio Benarrivo    |
|    | Italia (bandiera) | C     | Roberto Bergamaschi  |
|    | Italia (bandiera) | D     | Falvio Borsani       |
|    | Italia (bandiera) | A     | Eupremio Carruezzo   |
|    | Italia (bandiera) | A     | Gianluca Chiriacò    |
|    | Italia (bandiera) | D     | Antonio Ciracì       |
|    | Italia (bandiera) | C     | Andrea De Comite     |
|    | Italia (bandiera) | C     | Alessandro De Solda  |
|    | Italia (bandiera) | A     | Vincenzo Gagliano    |
|    | Italia (bandiera) |       | Gallo                |
|    | Italia (bandiera) |       | Giusti               |
|    | Italia (bandiera) | P     | Vincenzo Laveneziana |
|    | Italia (bandiera) | D     | Alessandro Longo     |
|    | Italia (bandiera) | D     | Sandro Luceri        |
|    | Italia (bandiera) | A     | Manuel Marini        |

| N. |                   | Ruolo | Calciatore           |
| -- | ----------------- | ----- | -------------------- |
|    | Italia (bandiera) | D     | Vito Montervino      |
|    | Italia (bandiera) | P     | Alessandro Orlandino |
|    | Italia (bandiera) |       | Piliego              |
|    | Italia (bandiera) | C     | Rinaldo Piraccini    |
|    | Italia (bandiera) |       | Pizzileo             |
|    | Italia (bandiera) | D     | Vittorio Plez        |
|    | Italia (bandiera) | D     | Paolo Pochesci       |
|    | Italia (bandiera) | C     | Cosimo Sorge         |
|    | Italia (bandiera) | P     | Gianpaolo Spagnulo   |
|    | Italia (bandiera) | A     | Giovanni Spinelli    |
|    | Italia (bandiera) | D     | Francesco Tasco      |
|    | Italia (bandiera) | C     | Francesco Taveri     |
|    | Italia (bandiera) | C     | Marcello Zaccaria    |
|    | Italia (bandiera) | A     | Giovanni Zaccaro     |

## Risultati

### Campionato

#### Girone di andata
| 20 settembre 1987 1ª giornata | Catania | 2 – 2 | Brindisi |  |

| 27 settembre 1987 2ª giornata | Brindisi | 0 – 1 | Cosenza |  |

| 4 ottobre 1987 3ª giornata | Casertana | 4 – 0 | Brindisi |  |

| 11 ottobre 1987 4ª giornata | Brindisi | 2 – 0 | Teramo |  |

| 18 ottobre 1987 5ª giornata | Licata | 2 – 0 | Brindisi |  |

| 25 ottobre 1987 6ª giornata | Brindisi | 0 – 0 | Torres |  |

| 1º novembre 1987 7ª giornata | Francavilla | 1 – 0 | Brindisi |  |

| 8 novembre 1987 8ª giornata | Brindisi | 1 – 0 | Campobasso |  |

| 15 novembre 1987 9ª giornata | Nocerina | 2 – 0 | Brindisi |  |

| 22 novembre 1987 10ª giornata | Ischia Isolaverde | 0 – 0 | Brindisi |  |

| 29 novembre 1987 11ª giornata | Brindisi | 0 – 0 | Monopoli |  |

| 6 dicembre 1987 12ª giornata | Brindisi | 0 – 1 | Frosinone |  |

| 13 dicembre 1987 13ª giornata | Foggia | 1 – 0 | Brindisi |  |

| 20 dicembre 1987 14ª giornata | Brindisi | 1 – 0 | Cagliari |  |

| 3 gennaio 1988 15ª giornata | Campania Puteolana | 3 – 0 | Brindisi |  |

| 10 gennaio 1988 16ª giornata | Brindisi | 0 – 0 | Salernitana |  |

| 17 gennaio 1988 17ª giornata | Reggina | 7 – 0 | Brindisi |  |

#### Girone di ritorno
| 24 gennaio 1988 18ª giornata | Brindisi | 2 – 1 | Catania |  |

| 31 gennaio 1988 19ª giornata | Cosenza | 1 – 0 | Brindisi |  |

| 7 febbraio 1988 20ª giornata | Brindisi | 0 – 1 | Casertana |  |

| 21 febbraio 1988 21ª giornata | Teramo | 0 – 0 | Brindisi |  |

| 28 febbraio 1988 22ª giornata | Brindisi | 1 – 0 | Licata |  |

| 6 marzo 1988 23ª giornata | Torres | 0 – 0 | Brindisi |  |

| 13 marzo 1988 24ª giornata | Brindisi | 1 – 1 | Francavilla |  |

| 20 marzo 1988 25ª giornata | Campobasso | 1 – 0 | Brindisi |  |

| 2 aprile 1988 26ª giornata | Brindisi | 1 – 0 | Nocerina |  |

| 10 aprile 1988 27ª giornata | Brindisi | 0 – 0 | Ischia Isolaverde |  |

| 17 aprile 1988 28ª giornata | Monopoli | 1 – 0 | Brindisi |  |

| 24 aprile 1988 29ª giornata | Frosinone | 1 – 2 | Brindisi |  |

| 8 maggio 1988 30ª giornata | Brindisi | 2 – 0 | Foggia |  |

| 15 maggio 1988 31ª giornata | Cagliari | 2 – 0 | Brindisi |  |

| 22 maggio 1988 32ª giornata | Brindisi | 1 – 0 | Campania Puteolana |  |

| 29 maggio 1988 33ª giornata | Salernitana | 0 – 1 | Brindisi |  |

| 5 giugno 1988 34ª giornata | Brindisi | 0 – 0 | Reggina |  |